# Château de Craigievar
Le château de Craigievar est un château rose pêche à une dizaine de kilomètres au sud d'Alford dans l'Aberdeenshire, en Écosse. C'est actuellement le siège du Clan Sempill. Il se situe dans le cadre des collines ondulantes que sont les Monts Grampians. Le contraste entre sa structure inférieure massive et ses nombreuses tourelles finement sculptées, avec gargouilles et encorbellement, contribue à créer une apparence de conte de fée.

## Histoire
En 1610, la structure partiellement achevée fut achetée par William Forbes à la famille Mortimer, alors appauvrie. Forbes était un marchand heureux en affaires d'Aberdeen, ancêtre de la famille Forbes-Sempill et frère de l'évêque d'Aberdeen. Il compléta ce grand château de sept étages en 1626 et la famille Forbes y résida jusqu'en 1963, lorsque la propriété fut donnée au National Trust for Scotland, organisme gérant le patrimoine culturel d'Écosse.

## Architecture et intérieurs
Il s'agit d'un excellent exemple de l'architecture seigneuriale écossaise (Scottish baronial style) pendant la renaissance. Conçu sur un plan en L comme le Château de Muchalls dans la même région, Craigievar est réputé pour les plâtres des plafonds, exceptionnellement travaillés. Craigievar, le château de Muchalls et le château de Glamis sont généralement considérés comme ayant les trois plafonds les plus admirables d'Écosse. La famille du Clan Forbes était proche du Clan Burnett de Leys, qui avaient fait construire le château de Muchalls et le château de Crathes, dans lesquels on retrouve d'évidents points communs. On notera aussi l'utilisation de la technique du harling pour permettre à la couleur d'être durable.
À l'origine, le château avait davantage d'éléments défensifs, avec une cour fortifiée et quatre tours rondes, dont une seule subsiste de nos jours. Dans la porte centrée de cette tour sont préservés les initiales taillées de Sir Thomas Forbes, le fils de William Forbes. Il y avait également une grille massive en fer sur la porte d'entrée.
L'intérieur du château comporte :
- un grand hall avec les armes de la Maison de Stuart au-dessus de la cheminée.
- une galerie des musiciens.
- des escaliers secrets connectant la tour haute au grand hall.
- un quartier pour les serviteurs

On trouvera aussi les portraits de la famille Forbes ainsi qu'une quantité considérable de meubles des Forbes datant des XVIIe et XVIIIe siècles.

## Tourisme
En 2006, le château et ses dépendances pour plus de 200 acres appartiennent au National Trust for Scotland. L'ensemble est ouvert aux tourismes pendant l'été. Il n'est pas autorisé pour les tours en bus et les grands groupes, mais permet la visite guidée. À partir de la fin d'août 2007, des travaux de restauration ont été entrepris sur l'extérieur, interdisant temporairement l'accès aux touristes.

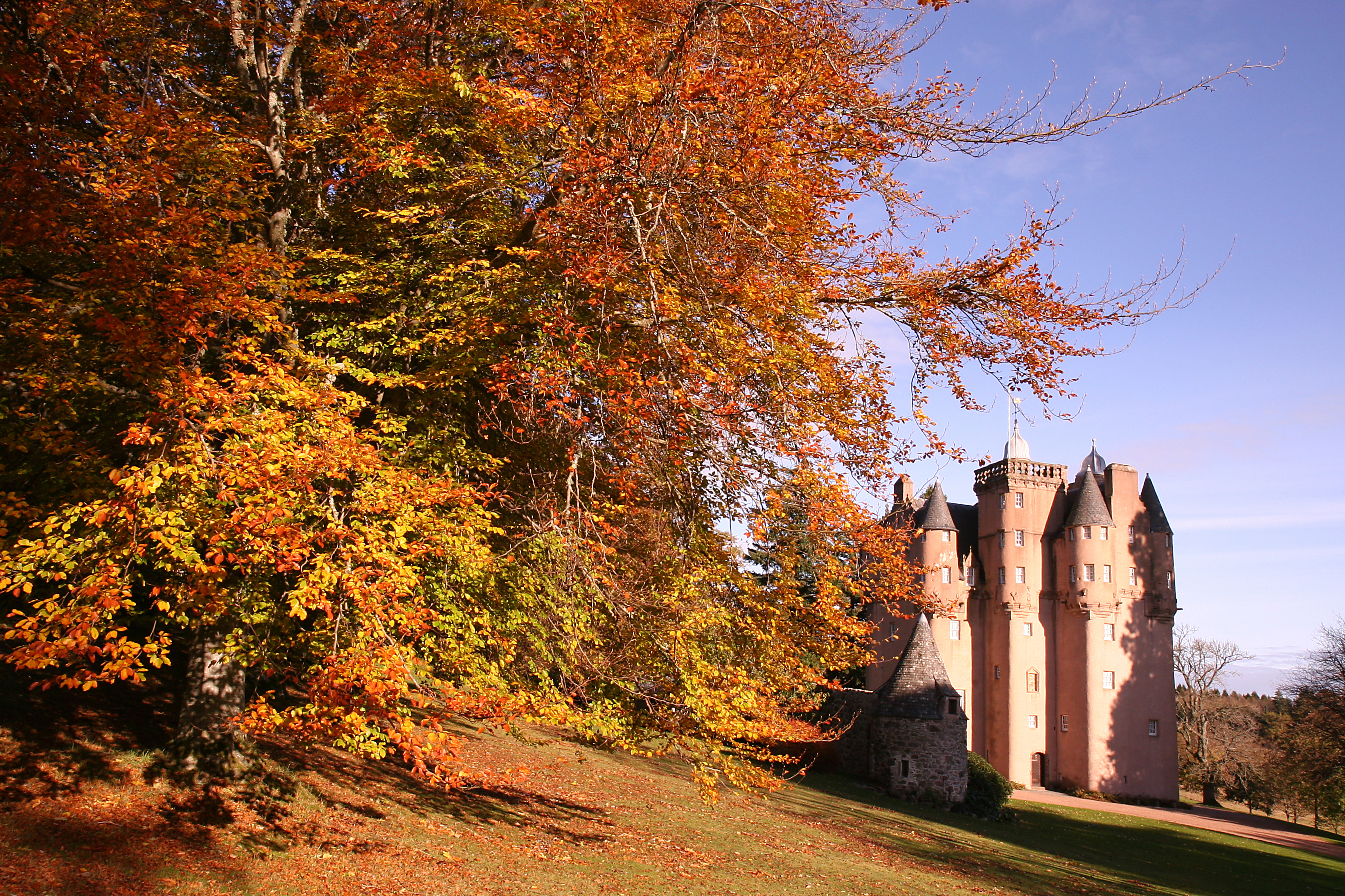
Le château en automne
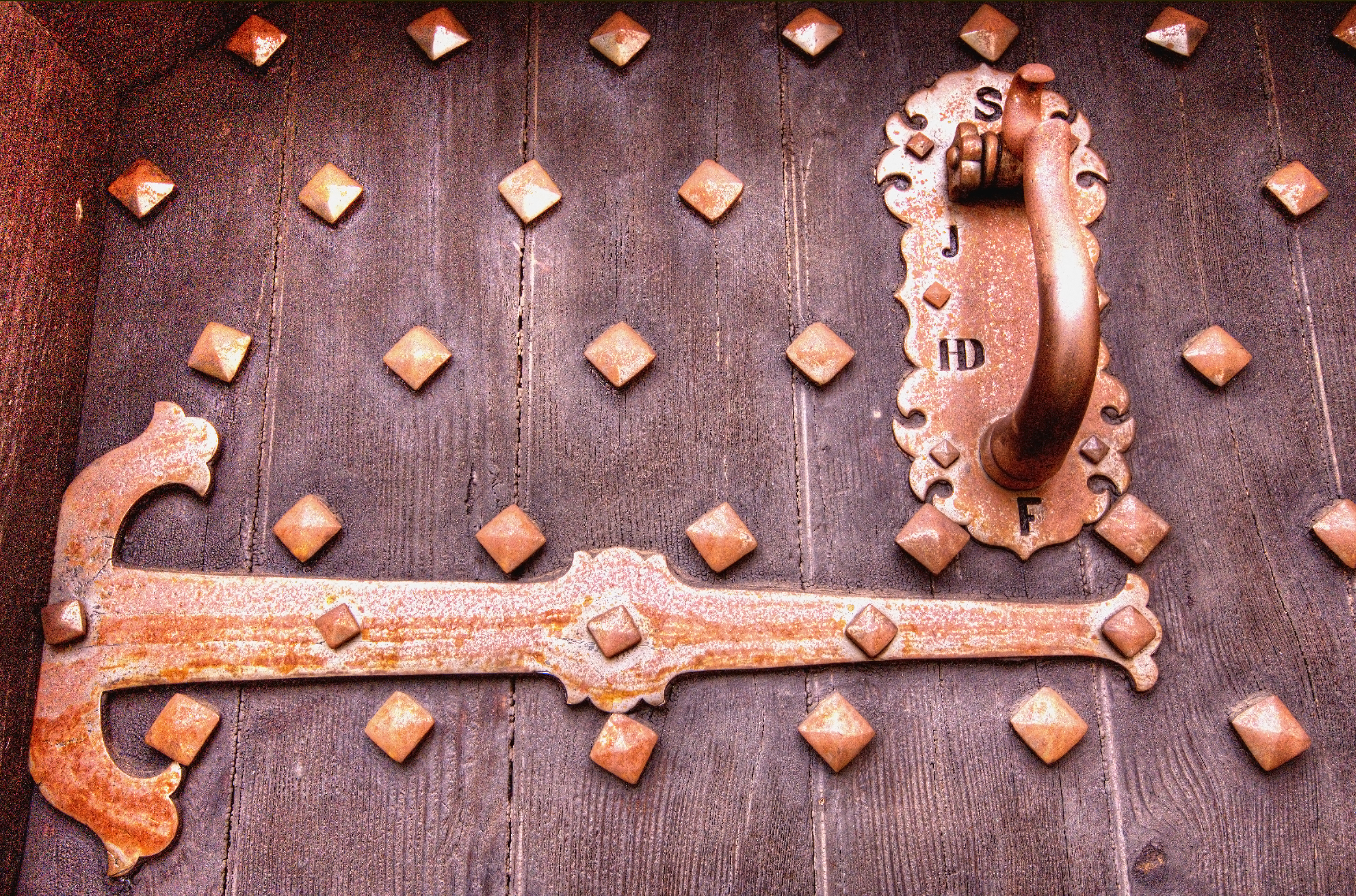
Détail des serrures par B. A. Watson
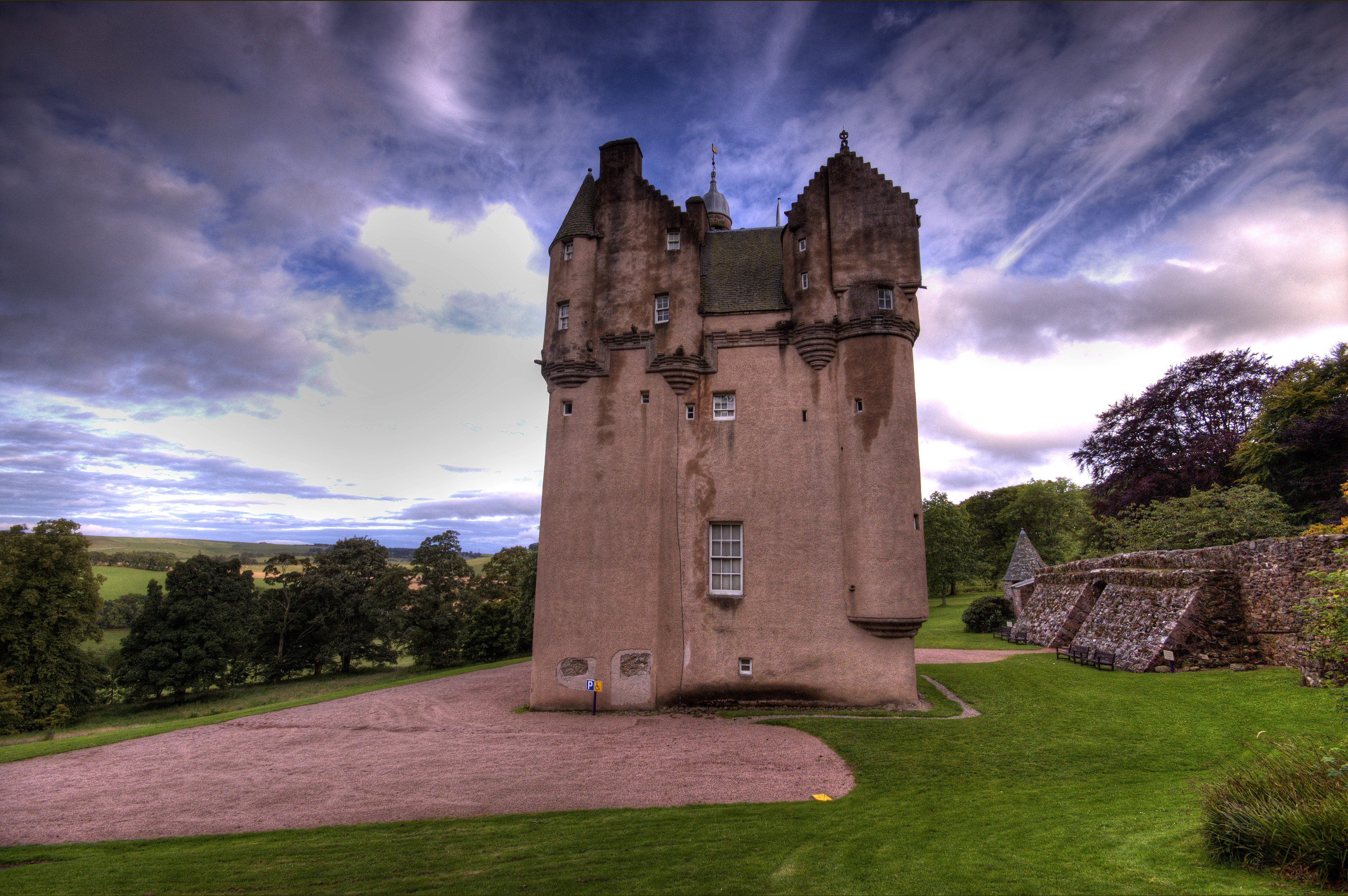
Vue composite du château par B. A. Watson